# Клавогонки
Клавого́нки — компьютерная онлайн игра и, одновременно, обучающая программа, предназначенная для обучения слепому десятипальцевому методу печати (клавиатурный тренажёр).
Основная цель — максимально быстрый набор некоторого текста, представляемого всем участникам за несколько секунд до начала игры.

## Принципы игры
Клавогонки основаны на следующих принципах:
- Для начала игры необходимо создать заезд или выбрать уже созданный;
- Перед началом заезда участникам предлагается для набора одинаковый текст, определяемый автоматически в соответствии с выбранным режимом заезда;
- Участники одновременно начинают набор текста в специальном окне, данные о набранном тексте автоматически обновляются после каждого введённого символа;
- В случае, если набор осуществляется в точном соответствии с предложенным текстом, машина участника продвигается вперёд и достигает финиша, когда набор текста закончен. В случае, если допущена ошибка, машина участника останавливается до тех пор, пока ошибка не будет исправлена;
- По итогам заезда для каждого участника, успешно завершившего набор текста, рассчитывается средняя скорость печати делением количества символов в тексте на время, затраченное на набор. Скорость набора измеряется в знаках в минуту (зн./мин). Кроме того, определяется процент, который составляют ошибочно введённые знаки в отношении к общему числу знаков в тексте;
- На основе достигнутой скорости каждому участнику присваивается место. Процент ошибок в определении мест не учитывается;
- Все участники обладают равными возможностями для набора текста, в том числе незарегистрированные на сайте.
- На сайте есть счетчик пробега, определяющий, сколько текстов проехал тот или иной игрок. За проезд определенного количества текстов участники получают достижения.

## Режимы
В игре доступны девять основных режимов:
- «Обычный» — основной режим в игре, по рекорду скорости в котором игроку выдаётся определённый ранг. Игрокам предлагается случайная цитата из книги объёмом примерно 240—280 знаков, которую нужно набрать на скорость.
- «Безошибочный» — режим игры, отличающийся от «Обычного» тем, что в нём игрок может допустить не более 1 ошибки. После второй ошибки участник дисквалифицируется, и не может продолжать печать.
- «Марафон» — режим игры, в котором набор текста идёт фиксированное время — 5 минут. Чем больше символов набрано за это время, тем больше итоговая средняя скорость в этом режиме.
- «Буквы» — режим, в котором текст состоит из случайной последовательности букв. Объём текста в этом режиме меньше, чем в Обычном — от 150 до 200 символов.
- «Абракадабра» — режим, в котором случайный текст генерируется на основе частотности двухбуквенных сочетаний русского языка. Поэтому данный режим сложнее «Обычного», но легче режима «Буквы».
- «Цифры» — режим, составленный из сочетаний цифр и десятичной точки (вместо точки можно использовать при наборе запятую), разделяемых пробелами.
- «Спринт» — режим, текст в котором не меняется на протяжении всего рабочего дня. По характеру текста похож на режим «Обычный».
- «Яндекс. Рефераты» — режим, в котором тексты созданы с использованием службы связных текстов Яндекс. Рефераты Архивная копия от 27 марта 2012 на Wayback Machine. По сложности занимают промежуточное положение между режимами «Обычный» и «Абракадабра».
- «По словарю» — режим, в котором для создания текстов используются словари. «Словарь» — это созданный пользователем набор слов, фраз или буквосочетаний, который можно использовать в качестве задания для набора в игре. Каждому зарегистрированному участнику доступно создание трёх словарей.

## Статистика сайта игры
По состоянию на декабрь 2018 года на сайте зарегистрировано больше 350 тысяч участников и пройдено более 20 млн текстов (согласно данным с официального сайта).